# Étienne de Gallardon
Pour l’article homonyme, voir Gallardon.
Étienne de Gallardon
Étienne de Gallardon, en latin Stephanus de Gualardone (fl.1212-1243) était un clerc de chancellerie sous le règne de Philippe Auguste, surtout considéré comme un des principaux collaborateur du chancelier Guérin pour la constitution du Trésor des Chartes.

## Biographie
Il apparaît dès 1212 dans le registre A du Trésor des Chartes et semble chargé de la copie des actes perdus par le roi à Fréteval en 1194, entreprise de longue haleine menée sur l'impulsion de frère Guérin après 1205, avec l'assistance de Gauthier II de Nemours. Chanoine à Bourges dès 1218, il continue à servir jusqu'à la mort de Philippe Auguste, en 1223. Vers 1227, il retourne à ses fonctions canoniales et prend personnellement la plume pour la rédaction d'un cartulaire du chapitre (BnF lat. 1274) où il rapporte un dialogue entre le roi Philippe Auguste et le théologien Pierre le chantre avant 1239.

## Identification
L'identification du personnage et sa reconnaissance comme clerc de la chancellerie royale n'ont pas été aisées : celui-ci avait l'habitude d'abréger son propre nom (sous la forme de Gual.) ce qui a mené au fil du temps à plusieurs erreurs d'interprétation. L'abbé Claude Sallier estima ainsi au XVIIIe s. que le mystérieux de Gual. mentionné dans la table des chapitres du Registre de Guérin (AN JJ ms. 26) devait être un certain Étienne de Galt ; en 1865, Léopold Delisle envisage la forme Étienne de Galles mais se rétracte par la suite et établit le nom définitif du scribe dans un article de 1899 en comparant son écriture à celle du cartulaire de Bourges.